# Aššur-idi
Aššur-idi war ein altassyrischer Kaufmann, der zwischen 1900 und 1700 v. Chr. lebte. Er ist durch die Keilschrifttafeln aus dem kārum Kaneš, einer altassyrischen Handelskolonie in Anatolien bekannt. Der dänische Assyriologe Mogens Trolle Larsen publizierte das Familienarchiv, das ca. 125 Tafeln umfasste.
Aššur-idi selbst war in der Hauptstadt Aššur ansässig, von wo aus er die Familiengeschäfte überwachte. Sein Sohn Aššur-nada lebte in Kaneš. Er verkaufte die Waren, die seine Brüder Ilu-alum und Aššur-taklaku und weitere Männer in Karawanen von Aššur nach Kaneš gebracht hatten, vor allem Textilien und Zinn. Oft wurden die Waren Zwischenhändlern (šazzuztum) anvertraut, die sie in anderen anatolischen Städten zum Verkauf anboten. Aššur-nada und sein Vater waren Mitglieder in der selbstverwalteten Kaufmannsgilde des kārum.
Aššur-idi finanzierte seine Geschäfte über ein naruqqum (wörtlich „Sack“), einen langfristigen Kredit in Gold, den ihm andere assyrische Kaufleute gewährt hatten (zwei Minen sind nach Larsen der übliche Betrag). Dafür musste er Zahlungen (mašqaltum) leisten, die in seinen Briefen nach Anatolien erwähnt werden. Vermutlich war Aššur-idi in seiner Jugend selbst als Karawanenführer tätig gewesen. Später reiste sein Sohn nach Aššur, um dort ebenfalls ein naruqqum zu erhalten, scheinbar, in der Meinung seines Vaters, verspätet. Nach dem Tode von Aššur-idi in Kaneš führte sein Sohn Iddin-Ištar die Familiengeschäfte weiter, zusammen mit einem gewissen Adad-sululi, von dem nicht ganz sicher ist, ob er zur Familie gehörte. Das Familienarchiv wurde später in das Haus von Adad-sululi (F-G/9-10) überführt.